# Болгарско-русская практическая транскрипция
Для передачи болгарских имён собственных и непереводимых реалий в русском языке используется унифицированные правила практической транскрипции. Эти правила не распространяются на исторически сложившиеся (традиционные) соответствия для имён исторических деятелей, персонажей религиозных книг, мифологии, литературы и других произведений, а также географических названий, которые уже зафиксированы, пусть даже и с нарушением регулярных правил, в авторитетных энциклопедиях, словарях, атласах и других источниках.
Передача болгарских имён и названий на русский язык довольно однозначна. Все буквы, кроме щ, ъ и в некоторых случаях й и ь, остаются без изменений.

## Таблица
| Буква / букво- сочетание | Примечание                           | Передача | Примеры                                                |
| ------------------------ | ------------------------------------ | -------- | ------------------------------------------------------ |
| щ                        |                                      | шт       | Пещера Пештера                                         |
| ьо                       |                                      | ё        | Гроздьово Гроздёво, Бельово Белёво, Бракьовци Бракёвци |
| йо                       | в начале слова                       | йо       | Йонково Йонково                                        |
| йо                       | в середине слова                     | ё        | Змейово Змеёво                                         |
| ъ                        | в большинстве случаев                | ы        |                                                        |
| ъ                        | в начале слов                        | и        | Ъглен Иглен                                            |
| ъ                        | в словах с корнем «българ-»          | о        | Българско Болгарско, Българово Болгарово               |
| ъ                        | в словах с корнем «първ-»            | е        | Първомай Первомай                                      |
| ъ                        | в словах с другими корнями           | о, у     | Гълъб Голубь ; Ъгъл — Угол; Лъчезар — Лучезар          |
| ъ                        | в словах после букв ж, ш и ц         | е        | Жълтуша Желтуша, Църква Церква                         |
| ъ                        | в конце личных имён между согласными | -        | Александър Александр, Димитър Димитр                   |

## Передача постпозитивных артиклей
При передаче на русский язык болгарских географических названий и имён собственных иногда приходится сталкиваться с постпозитивным артиклем (членом), который иногда именуют «суффиксом определённости». Чаще встречается полная форма этого артикля (в мужском роде единственного числа это -ът, -ят; в женском роде единственного числа это -та; во множественном числе и мужского и женского рода -те; в среднем роде единственном числе -то; во множественном числе среднего рода -та). Следует выявлять и учитывать артикли в составе имени (в болгарском языке нет изменения по падежам). Если артикль в составе болгарского имени собственного присутствует для данного имени во всех источниках на болгарском языке (то есть артикль жёстко связан с этим именем и является его неотъемлемой частью), то в при передаче на русский язык артикль сохраняется как часть этого имени. Если же наряду с формой с артиклем в источниках на болгарском языке встречается и форма без артикля, то рекомендуется на русском языке использовать форму без артикля.

## Личные имена
Большинство болгарских личных имён передаётся в соответствии с общими правилами (в подавляющем большинстве случаев русское написание совпадает с болгарским), однако для некоторых из них принято традиционное русское написание, которое отличается от болгарского:
| Болгарское написание | Русское написание |
| -------------------- | ----------------- |
| мужские имена        |                   |
| Александър           | Александр         |
| Алекси               | Алексей           |
| Анатоли              | Анатолий          |
| Ари                  | Арий              |
| Бойо                 | Боё               |
| Бърньо               | Бырньо            |
| Върбан               | Вырбан            |
| Георги               | Георгий           |
| Гьончо               | Гёнчо             |
| Димитър              | Димитр            |
| Дойо                 | Доё               |
| Дъбо                 | Дыбо              |
| Дъбьо                | Дыбьо             |
| Държан               | Держан            |
| Евгени               | Евгений           |
| Едуард               | Эдуард            |
| Емил                 | Эмил              |
| Змейо                | Змеё              |
| Зойо                 | Зоё               |
| Илия                 | Илья              |
| Искър                | Искыр             |
| Кръстьо              | Крыстьо           |
| Кършо                | Кыршо             |
| Методи(й)            | Методий, Мефодий  |
| Никола, Николай      | Николай           |
| Петър                | Пётр              |
| Прокопи(й)           | Прокопий          |
| Първан               | Перван            |
| Серги(й)             | Сергий            |
| Тома                 | Тома; Фома        |
| женские имена        |                   |
| Бърна                | Бырна             |
| Върба                | Вырба             |
| Гьона                | Гёна              |
| Зои, Зоя             | Зоя               |
| Кръста               | Криста            |
| Къна                 | Кына              |
| Олга                 | Ольга             |
| Първа                | Перва             |
| Силва                | Сильва            |
| Татяна               | Татьяна           |
| Търса                | Тырса             |

Современные болгарские фамилии, оканчивающиеся на -и, до орфографической реформы 1945 года писались с окончанием -ий. В настоящее время они и пишутся на болгарском, и передаются на русский язык через -и и не склоняются по-русски (правильно: «Я встретил (написал) Джамбазски», неправильно «Я встретил Джамбазского/написал Джамбазскому»). Это отличие от аналогичного вопроса в польской транскрипции связано с тем, что болгарскому языку не свойственно склонение.
При передаче географических названий, состоящих из нескольких слов, все слова пишутся с прописной буквы и соединяются дефисами. Например: Царев дол → Царев-Дол.